# Kościół Znalezienia Krzyża Świętego we Frydlancie
Kościół Znalezienia Krzyża Świętego (czeski: Kostel Nalezení svatého Kříže) – kościół położony w centrum miasta Frýdlant na południowy zachód od placu T.G. Masaryka, na północnym brzegu Witki. Częścią tego kompleksu jest kościół z nagrobkami, Kaplica Chrystusa w lochu, krzyż, pomnik św Heleny, Kolumna z figurą Matki Boskiej i plebania z oficynami. Aż do 1710, kiedy to został zamknięty, wokół kościoła znajdował się stary miejski cmentarz, który został otoczony kamiennymi ścianami, w którym częściowo zachowana została droga krzyżowa. Obszar ten jest częścią miejskiej strefa zabytkowej. Jest chroniony jako zabytek kultury Republiki Czeskiej.
W roku 1610, Katharina von Redern, wdowa po Melchiorze von Redern odsłoniła pomnik nagrobny męża umieszczony w specjalnie w tym celu dobudowanej kaplicy. Wrocławski rzeźbiarz Gerhard Hendrik przez pięć lat rzeźbił w marmurze naturalnej wielkości postacie Melchiora (w środku) pomiędzy kolumnami w stylu korynckim, jego żony Kathariny (z lewej) oraz ich syna Christopha (z prawej). U podstawy reliefowe podobizny dwóch Turków oraz trzy reliefy z przedstawieniami tryumfów militarnych Melchiora: zdobycie twierdzy Pápa na Węgrzech (1597), bitwa pod Sisak w Chorwacji (1593) oraz obrona twierdzy Großwardein w dzisiejszej Rumunii (1598). Tym, co w szczególny sposób wyróżnia nagrobek, jest nieprawdopodobnie wysoka cena, jaką za wykonanie miała zapłacić wdowa. Od początku badań panuje przekonanie, że pomnik ten był wart prawie 40 tys. talarów z powodu różnorodnego i kosztownego materiału oraz za dowóz dzieła z Wrocławia. Nagrobek ten zbudowany został z niezwykłym rozmachem i bogactwem. Został uznany, za najbardziej monumentalny nagrobek, jaki wykonano w Czechach. Pomimo utraty niektórych fragmentów w przeciągu ostatnich 4 wieków, nagrobek ten nadal pozostaje jednym z najbardziej wartościowych obiektów sztuki sepulkralnej w tej części Europy.